# Så tuktas en argbigga

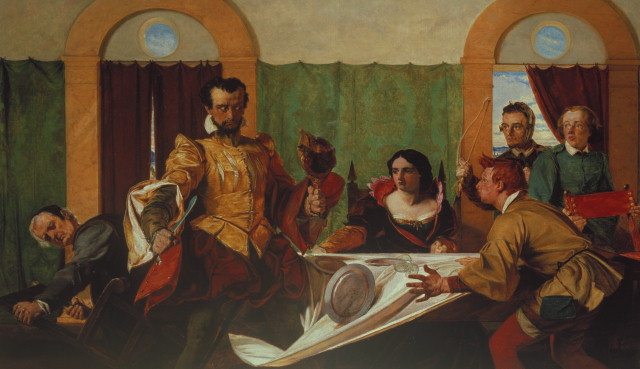
Så tuktas en argbigga.

Så tuktas en argbigga (originaltitel The Taming of the Shrew) är en komedi av William Shakespeare.

## Tillkomsthistoria

### Datering
Ibland har denna komedi daterats som Shakespeares första, men eftersom den är betydligt mer raffinerat uppbyggd än Två ungherrar i Verona har denna teori i huvudsak övergivits. I Antony Chutes poem Beauty Dishonoured från 1593 finns anspelningar på Så tuktas en argbigga. Omfånget på rollistan är lik Henrik VI del 2 och 3 från omkring 1590-1591 och pjäserna använder liknande ovanlig vokabulär. Därför anses Så tuktas en argbigga vara skriven ungefär samtidigt.

### Pjäsens källor
Det finns olika teorier om relationen till den anonyma och ungefär samtida pjäsen The Taming of a Shrew (tryckt 1594). Få tror idag att den varit en källa för Shakespeare. Snarare tros denna pjäs antingen vara en så kallad dålig kvarto av The Taming of the Shrew eller en adaption av denna. Skillnaderna mellan a Shrew och the Shrew är tafatta. Det finns ingen direkt källa till Så tuktas en argbigga, men motivet förekommer i andra verk, till exempel i balladen A Shrewde and Curste Wyfe, men denna tros i själva verket vara påverkad av Shakespeare. En liknande berättelse finns i Erasmus av Rotterdams Colloquies från 1518. Denna översattes 1557 som A Mery Dialogue, Declaringe the Propertyes of Shrowde Shrewes and Honest Wyves. I balladen A Merry Jest of a Shrewd and Cursed Wife från 1550 är tämjningsritualen betydligt mer brutal än hos Shakespeare.
Intrigen kring Katarinas syster Biancha och hennes Lucentio är hämtad från George Gascoignes prosakomedi Supposes (1566), en variant av Ludovico Ariostos I Suppositi från 1509, men de tre friarna är Shakespeares uppfinning. Shakespeare använde Supposes även för Förvillelser.

### Tryckningar och text
Första gången pjäsen publicerades var i the First Folio 1623 som sammanställdes av Shakespeares skådespelarkollegor John Heminges och Henry Condell och publicerades av Edward Blount och Isaac Jaggard. Manuset är rörigt, istället för rollprefix finns ibland namn på skådespelare. Manuset tros därför vara grundat på Shakespeares original bearbetat av en professionell skrivare som missletts av Shakespeares anvisningar. Det finns även detaljer som tyder på att manuset undergått bearbetning för senare framföranden.

## Handling
Det finns en prolog till pjäsen där fyllot Sluger luras att tro att han är en adelsman, alltså samma motiv som i Ludvig Holbergs Jeppe på berget.
Katarina är äldsta dottern till adelsmannen Baptista i Padua. Katarina har ett häftigt humör och det sägs att hon därför aldrig kommer att få en make. Baptista har också en yngre dotter, Bianca, som har flera friare. Hon får dock inte gifta sig förrän Katarina fått en man. Baptista letar efter lärare till sina döttrar. Lucentio som egentligen vill fria till Bianca utger sig för att vara en lärare och får platsen. Till Katarina anställs Petruchio.
Katarina faller för Petruchio och de gifter sig under en farsartad ceremoni där Petruchio råkar slå till prästen och dricker upp nattvardsvinet. Efter bröllopet tar Petruchio med sig Katarina till sin hemstad Verona mot hennes vilja.
Baptista tillåter att Lucentio och Bianca får gifta sig, bara Lucentios far ger sitt medgivande. Lucentios tjänare Tranio övertygar en pedant att utge sig för att vara Lucentios far. I Verona fortskrider Petruchio med att tukta Katarina. Hon vägras mat, eftersom ingen mat, enligt Petruchio, är god nog åt henne. Han ifrågasätter allt hon säger och tvingar henne att hålla med om allt han säger, hur absurt det än är.
De beger sig till Padua. På vägen träffar de Vincentio som visar sig vara Lucentios riktiga far. Väl framme i Padua är Vincentio nära att bli arresterad. Men missförståndet reds ut när Lucentio träder fram och erkänner sitt dubbelspel. De båda fäderna, Baptista och Vincentio, förlåter honom och Lucentio och Bianca får gifta sig.
I handlingen finns även ett tredje kärlekspar. De tre äkta männen råkar i gräl om vem som har den lydigaste hustrun. Det anses på förhand givet att Petruchio skall förlora, men det visar sig att Katarina är den enda som gör som hennes make säger. Hon håller så en monolog för sina medsystrar om hur viktigt det är för en hustru att lyda sin make.

## Översättningar till svenska
Så tuktas en argbigga finns i fem tryckta översättningar till svenska samt två som enbart spelats på teatern. 1849 kom Carl August Hagbergs översättning som ingick i Shakspere's dramatiska arbeten. Bd 7. Nästa översättning kom 1922 och var utförd av Per Hallström; den ingick i Shakespeares dramatiska arbeten. Lustspel, Bd 1. Allan Bergstrands översättning spelades första gången 1955 av Stadsteatern Norrköping-Linköping, först 1977 gavs den ut. 1962 gavs Åke Ohlmarks översättning ut i samlingsvolymen Komedier. 1984 spelade Stockholms stadsteater Claes Zilliacus översättning och 2006 använde Malmö stadsteater Britt G Hallqvists och Claes Schaars. 2016 utkom Ulf Peter Hallbergs översättning i samlingsvolymen Komiska förväxlingar - fyra komedier.

## Uppsättningar
Så tuktades en argbigga framfördes vid hovet under 1630-talet och 1660-talet. Därefter dröjde det till 1844 innan pjäsen sattes upp med originaltexten, det var Benjamin Webster som satte upp den på Haymarket Theatre i London. Trots succén dröjde det till 1856 innan den sattes upp igen när Samuel Phelps regisserade den på Sadler's Wells Theatre.
1909 satte Max Reinhardt upp stycket på Deutsches Theater i Berlin. Han valde att placera handlingen i commedia dell'arte-miljö. Annars har pjäsen framförallt varit skådespelarnas pjäs, mer än regissörernas.
1922 debuterade Laurence Olivier som Katarina i en skolföreställning. 1948 regisserade Michael Benthall Så tuktas en argbigga på Shakespeare Memorial Theatre i Stratford-upon-Avon med Anthony Quayle som Petruchio. 1953 satte George Devine upp den på samma teater. 1955 återvände Michael Benthall till pjäsen på Old Vic i London med Katharine Hepburn som Katarina. 1960 var det John Bartons tur att regissera den på Shakespeare Memorial Theatre med Peggy Ashcroft och Peter O'Toole. Vanessa Redgrave spelade Katarina i Stratford 1961 och i London 1986. 1967 satte Trevor Nunn upp pjäsen med Royal Shakespeare Company i Stratford. När Jonathan Miller satte upp pjäsen på Chichester Festival Theatre i Sussex så spelades huvudrollerna av Joan Plowright och Anthony Hopkins. 1973 spelades huvudrollerna av Susan Fleetwood och Alan Bates när Clifford Williams regisserade Royal Shakespeare Company. 1978 regisserade Michael Bogdanov pjäsen för Royal Shakespeare Company med Jonathan Pryce. 1992 regisserade Bill Alexander Royal shakespeare Company på the Swan Theatre i Stratford.

### Uppsättningar i Sverige
7 januari 1833 presenterades Franz Ignaz von Holbeins adaption Liebe kann Alles oder die bezähmte Widerspenstige av Tyska skådespelaresällskapet under ledning av Gustaf Pöschel och Carl Becker på Comediehuset (Teatern vid Sillgatan) i Göteborg. 1860 hade Så tuktas en argbigga svensk premiär på den privata Mindre Teatern i Stockholm under ledning av Edvard Stjernström som även spelade Petruchio. Katarina spelades av Zelma Hedin som ansågs alltför mild redan från början. 1868 gavs den på nytt på samma scen som nu tagits över av Kungliga Dramatiska Teatern. Marie-Louise Hammarstrand spelade Katarina och Petruchio spelades av Mauritz Pousette. 1885 spelades pjäsen av Nya teatern i Stockholm. Petrucchio spelades av Emil Hillberg och Katarina av Gurli Åberg som fick mycket beröm för sina rolltolkningar.

#### Uppsättningar i Sverige sedan år 1900
- 1905 Dramaten
- 1910 Marionetteatern, Stockholm, regi John Ericsson
- 1911 Dramaten, regi Emil Grandinson, med Maria Schildknecht
- 1921 Svenska Teatern, Stockholm, regi Gunnar Klintberg
- 1927 Oscarsteatern, Stockholm, regi Gösta Ekman & Johannes Poulsen, med Gösta Ekman
- 1929 Helsingborgs stadsteater
- 1931 Oscarsteatern, Stockholm, regi Henry Hellssen
- 1940 Oscarsteatern, regi Sandro Malmquist
- 1941 Radioteatern, regi Sandro Malmquist, med Edvin Adolphson
- 1946 Malmö stadsteater, översättning Carl August Hagberg, regi Sandro Malmquist, med Edvin Adolphson, Georg Årlin & Gaby Stenberg
- 1948 Stockholms-Teatern på Cirkus, Stockholm, regi Gunnar Skoglund
- 1950 Dramaten, gästspel av Svenska Teatern, Helsingfors, regi Tyrone Guthrie
- 1950 Skansens Friluftsteater, regi Sandro Malmquist
- 1953 Uppsala-Gävle Stadsteater
- 1955 Stadsteatern Norrköping-Linköping, översättning Allan Bergstrand, regi John Zacharias, med Olof Thunberg & Marianne Stjernqvist
- 1957 Folkparksteatern, översättning Karl Ragnar Gierow, regi Casper Wrede, med Gerd Hagman & Håkan Serner
- 1959 Helsingborgs stadsteater, översättning Carl August Hagberg, regi Edvin Adolphson & Johan Falck, med Edvin Adolphson, Percy Brandt, Ernst-Hugo Järegård, John Harryson, Arne Strand, Måns Westfelt & Else-Marie Brandt
- 1960 Stockholms stadsteater på Galjonsteatern, Gröndal, regi Sandro Malmquist
- 1960 Riksteatern, översättning Carl August Hagberg, regi Sandro Malmquist, med Gunnar Björnstrand
- 1961 Vasateatern, Stockholm, regi Per Gerhard
- 1965 Göteborgs stadsteater, regi Herman Ahlsell
- 1968 Stockholms stadsteater, regi Johan Bergenstråhle
- 1972 Näckrosdammens Friluftsteater, Göteborg, regi Berit Frodi
- 1974 Riksteatern, översättning Carl August Hagberg, regi Lennart Kollberg, med Tor Isedal
- 1978 Argbiggan, gästspel av Svenska Teatern, Helsingfors på Örebro Teater
- 1983 Regionteatern i Säffle, översättning Carl August Hagberg, regi Thor Zachrisson, med Monica Nielsen
- 1984 Stockholms stadsteater, översättning Clas Zilliacus, regi Marianne Rolf, med Håkan Serner, Jane Friedman & Claes Ljungmark
- 1989 Riksteatern, översättning Allan Bergstrand, regi Elisabeth G. Söderström
- 1992 Spegelteatern vid Gripsholms slott, översättning Allan Bergstrand, regi Peter Böök
- 1997 Dramaten, regi Hans Klinga, med Örjan Ramberg, Sten Ljunggren, Melinda Kinnaman, Monica Nielsen, Marie Richardson & Johan Rabaeus
- 2000 Att tukta en argbigga, Shakespeare på Gräsgården, Vadstena, översättning Allan Bergstrand, regi Pontus Plænge
- 2006 Malmö stadsteater, översättning Britt G Hallqvist & Claes Schaar, regi Anette Norberg
- 2023 Argbiggan, Shakespearefabriken, Vadstena, översättning Allan Bergstrand, regi Ronny Danielsson

## Filmatiseringar (urval)
Så tuktas en argbigga har filmats många gånger.
- 1950 regi Paul Nickell, med Charlton Heston (TV, USA)
- 1967 Så tuktas en argbigga (The Taming of the Shrew), regi Franco Zeffirelli, med Richard Burton & Elizabeth Taylor
- 1982, regi Michael Bogdanov (TV, Storbritannien)